# Europeada
Europeada es un torneo de fútbol para minorías indígenas y nacionales de Europa. Es organizado por la Unión Federal de Nacionalidades Europeas.

## Historia
La primera edición fue disputada en Suiza. La selección del Tirol del Sur salió campeón tras ganar por 1-0 ante el equipo de Croatas de Serbia .
La segunda edición se jugó del 16 al 24 de junio de 2012 en Alemania, y fue conquistado nuevamente por Tirol del Sur.
La tercera edición se jugó del 18 al 26 de junio de 2016 en Italia. Tirol del Sur conquistó por la tercera vez el título del torneo.
La cuarta edición se jugó del 28 de junio al 7 de julio de 2024 y por la primera vez fue disputada en dos países: Dinamarca y Alemania. Frioulanos conquistó por el título por primera vez.

## Palmarés
| Año          | Sede                 | Campeón       | Final Resultado | Subcampeón            | Tercer lugar                                  | Resultado                                     | Cuarto lugar                                  |
| ------------ | -------------------- | ------------- | --------------- | --------------------- | --------------------------------------------- | --------------------------------------------- | --------------------------------------------- |
| 2008 Detalle | Suiza                | Tirol del Sur | 1:0             | Croatas de Serbia     | Gitanos de Hungría                            | 9:0                                           | Daneses de Alemania                           |
| 2012 Detalle | Alemania             | Tirol del Sur | 3:1             | Gitanos de Hungría    | Croatas de Serbia                             | 1:0                                           | Eslovenos de Carintia                         |
| 2016 Detalle | Italia               | Tirol del Sur | 2:1             | Occitania             | Eslovenos de Carintia                         | 2:0                                           | Alta Hungría                                  |
| 2022 Detalle | Austria              | Tirol del Sur | 1:0             | Eslovenos de Carintia | y Sorbios y Alemanes de Polonia               | y Sorbios y Alemanes de Polonia               | y Sorbios y Alemanes de Polonia               |
| 2024 Detalle | Dinamarca y Alemania | Frioulanos    | 2:0             | Occitania             | y Eslovenos de Carintia y Daneses de Alemania | y Eslovenos de Carintia y Daneses de Alemania | y Eslovenos de Carintia y Daneses de Alemania |

### Títulos por equipo
La lista a continuación muestra a los 4 equipos que han estado entre los cuatro mejores de alguna edición del torneo.
| Equipo                | Campeón                    | Subcampeón     | Tercer puesto  | Cuarto puesto |
| --------------------- | -------------------------- | -------------- | -------------- | ------------- |
| Tirol del Sur         | 4 (2008, 2012, 2016, 2022) |                |                |               |
| Frioulanos            | 1 (2024)                   |                |                |               |
| Occitania             |                            | 2 (2016, 2024) |                |               |
| Eslovenos de Carintia |                            | 1 (2022)       | 2 (2016, 2024) | 1 (2012)      |
| Croatas de Serbia     |                            | 1 (2008)       | 1 (2012)       |               |
| Gitanos de Hungría    |                            | 1 (2012)       | 1 (2008)       |               |
| Daneses de Alemania   |                            |                | 1 (2024)       | 1 (2008)      |
| Sorbios               |                            |                | 1 (2022)       |               |
| Alemanes de Polonia   |                            |                | 1 (2022)       |               |
| Alta Hungría          |                            |                |                | 1 (2016)      |

## Torneo femenino
El torneo femenino se jugó por primera vez en la edición de 2016.
| Año          | Sede                 | Campeón               | Final Resultado | Subcampeón         | Tercer lugar        | Resultado       | Cuarto lugar          |
| ------------ | -------------------- | --------------------- | --------------- | ------------------ | ------------------- | --------------- | --------------------- |
| 2016 Detalle | Italia               | Tirol del Sur         | 3:2             | Occitania          | Rusos de Alemania   | 0:0 3:2 penales | Ladino                |
| 2022 Detalle | Austria              | Eslovenos de Carintia | 0:0 4:2 penales | Tirol del Sur      | Ladino              | 3:0             | Lia Rumantscha        |
| 2024 Detalle | Dinamarca y Alemania | Tirol del Sur         | 11:1            | Frisones del Norte | Daneses de Alemania | 2:2 3:2 penales | Eslovenos de Carintia |

### Títulos por equipo
La lista a continuación muestra a los 4 equipos que han estado entre los cuatro mejores de alguna edición del torneo.
| Equipo                | Campeón        | Subcampeón | Tercer puesto | Cuarto puesto |
| --------------------- | -------------- | ---------- | ------------- | ------------- |
| Tirol del Sur         | 2 (2016, 2024) | 1 (2022)   |               |               |
| Eslovenos de Carintia | 1 (2022)       |            |               | 1 (2024)      |
| Occitania             |                | 1 (2016)   |               |               |
| Frisones del Norte    |                | 1 (2024)   |               |               |
| Ladino                |                |            | 1 (2022)      | 1 (2016)      |
| Rusos de Alemania     |                |            | 1 (2016)      |               |
| Daneses de Alemania   |                |            | 1 (2024)      |               |
| Lia Rumantscha        |                |            |               | 1 (2022)      |

## Clasificación general
- Actualizado a la edición 2024.
- Solo incluye el torneo masculino.

| Equipo | Equipo                        | Part. | Pts | PJ | PG | PE | PP | GF  | GC  | Dif |
| ------ | ----------------------------- | ----- | --- | -- | -- | -- | -- | --- | --- | --- |
| 1      | Tirol del Sur                 | 5     | 80  | 28 | 26 | 2  | 0  | 97  | 10  | +87 |
| 2      | Croatas de Serbia             | 4     | 50  | 19 | 16 | 2  | 8  | 100 | 35  | +65 |
| 3      | Eslovenos de Carintia         | 4     | 45  | 22 | 14 | 3  | 5  | 56  | 18  | +38 |
| 4      | Gitanos de Hungría            | 5     | 36  | 27 | 11 | 3  | 13 | 99  | 56  | +43 |
| 5      | Alemanes de Polonia           | 4     | 36  | 18 | 11 | 3  | 4  | 59  | 19  | +40 |
| 6      | Occitania                     | 4     | 36  | 19 | 11 | 3  | 5  | 46  | 19  | +27 |
| 7      | Ladino                        | 4     | 31  | 20 | 10 | 1  | 9  | 38  | 31  | +7  |
| 8      | Daneses de Alemania           | 3     | 27  | 15 | 9  | 0  | 6  | 51  | 37  | +14 |
| 9      | Serbios de Croacia            | 3     | 26  | 16 | 7  | 5  | 4  | 53  | 18  | +35 |
| 10     | Minoría eslovaca de Hungría   | 4     | 26  | 18 | 8  | 2  | 8  | 55  | 29  | +26 |
| 11     | Sorbios                       | 3     | 23  | 13 | 7  | 2  | 4  | 38  | 14  | +24 |
| 12     | Minoría alemana de Hungría    | 5     | 23  | 20 | 6  | 5  | 9  | 43  | 54  | -11 |
| 13     | Aromunes                      | 4     | 22  | 15 | 7  | 1  | 7  | 51  | 41  | +10 |
| 14     | Schleswig Meridional          | 2     | 20  | 10 | 6  | 2  | 2  | 33  | 11  | +22 |
| 15     | Frioulanos                    | 1     | 18  | 6  | 6  | 0  | 0  | 23  | 7   | +16 |
| 16     | Húngaros de Rumania           | 2     | 18  | 11 | 6  | 0  | 5  | 27  | 24  | +3  |
| 17     | Alta Hungría                  | 2     | 14  | 9  | 4  | 2  | 3  | 18  | 13  | +5  |
| 18     | Minoría eslovena en Italia    | 2     | 14  | 11 | 4  | 2  | 5  | 14  | 15  | -1  |
| 19     | Frisones del Norte            | 4     | 14  | 14 | 4  | 2  | 8  | 35  | 118 | -83 |
| 20     | Croatas de Burgenland         | 2     | 11  | 10 | 3  | 2  | 5  | 13  | 14  | -1  |
| 21     | Rusos de Alemania             | 1     | 10  | 6  | 3  | 1  | 2  | 24  | 11  | +13 |
| 22     | Lia Rumantscha                | 3     | 10  | 11 | 3  | 1  | 7  | 15  | 28  | -13 |
| 23     | Serbios de Lusacia            | 1     | 9   | 5  | 3  | 0  | 2  | 18  | 8   | +10 |
| 24     | Cimbrio                       | 3     | 8   | 13 | 2  | 2  | 9  | 10  | 49  | -39 |
| 25     | Sorbios de Lusacia            | 1     | 7   | 4  | 2  | 1  | 1  | 18  | 6   | +12 |
| 26     | Alemanes de Rusia             | 1     | 7   | 4  | 2  | 1  | 1  | 14  | 5   | +9  |
| 27     | Isla de Man                   | 1     | 6   | 4  | 2  | 0  | 2  | 7   | 6   | +1  |
| 28     | Recia                         | 2     | 6   | 7  | 2  | 0  | 5  | 11  | 26  | -15 |
| 29     | FC DFK Alta Silesia           | 1     | 4   | 4  | 1  | 1  | 2  | 16  | 10  | +6  |
| 30     | Alemanes de Dinamarca         | 2     | 4   | 7  | 1  | 1  | 5  | 21  | 31  | -10 |
| 31     | Eslovacos y Checos de Rumanía | 2     | 4   | 11 | 1  | 1  | 9  | 13  | 43  | -30 |
| 32     | Alemanes en República Checa   | 1     | 3   | 4  | 1  | 0  | 3  | 10  | 8   | +2  |
| 33     | Adalet                        | 1     | 3   | 4  | 1  | 0  | 3  | 4   | 18  | -14 |
| 34     | Karacháis                     | 2     | 3   | 5  | 1  | 0  | 4  | 5   | 22  | -17 |
| 35     | Búlgaros de Rumania           | 1     | 3   | 5  | 1  | 0  | 4  | 4   | 23  | -19 |
| 36     | Minoría estonia               | 2     | 3   | 7  | 1  | 0  | 6  | 3   | 36  | -33 |
| 37     | Turcos en Tracia              | 1     | 1   | 3  | 0  | 1  | 2  | 3   | 9   | -6  |
| 38     | Croatas de Rumania            | 1     | 1   | 3  | 0  | 1  | 2  | 1   | 9   | -8  |
| 39     | Galés                         | 2     | 1   | 6  | 0  | 1  | 5  | 10  | 22  | -12 |
| 40     | FC Luserna Cimbrio            | 1     | 1   | 4  | 0  | 1  | 3  | 3   | 28  | -25 |
| 41     | Turcos de Tracia Occidental   | 1     | 0   | 3  | 0  | 0  | 3  | 0   | 9   | -6  |
| 42     | Nord-Schleswig                | 1     | 0   | 4  | 0  | 0  | 4  | 1   | 30  | -29 |
| 43     | Catalanes                     | 1     | 0   | 3  | 0  | 0  | 3  | 1   | 39  | -38 |
| 44     | FC Pomacos                    | 2     | 0   | 5  | 0  | 0  | 5  | 1   | 71  | -70 |